# Matang Teungoh (Samalanga)
Matang Teungoh is een bestuurslaag in het regentschap Bireuen van de provincie Atjeh, Indonesië. Matang Teungoh telt 742 inwoners (volkstelling 2010).